# Liberté sur parole (livre)
Liberté sur parole (Libertad bajo palabra) est un recueil de poèmes de l'écrivain mexicain Octavio Paz, prix Nobel de littérature, paru en 1960. 
Le titre du recueil est "une réponse et un écho" à ses préoccupations de l'époque quant à la question de la liberté et souligne la relation paradoxale que l'auteur établit entre liberté et fatalité.

## Présentation
Liberté sur parole rassemble la quasi-totalité de l'œuvre poétique d'Octavio Paz antérieure à 1958. Les poèmes témoignent de la jeunesse du poète et des bouleversements sociaux de l'époque. Le recueil reflète l'isolement qu'a vécu Octavio Paz à cette période, souffrant de difficultés d'ordre matériel et politique, mais également d'ordre spirituel.
On retrouve dans Liberté sur parole les sources d'inspiration majeures de l'auteur, dont l'écriture est aussi bien influencée par les mythes pré-coloniaux du Mexique, que par la poésie espagnole traditionnelle et le surréalisme.
Le premier poème, qui donne son titre au recueil, évoque les espoirs révolutionnaires déçus et la nécessité de renouveler la parole poétique pour dépasser les blessures de l'histoire. L'ensemble du recueil se présente alors, selon Claude Roy, comme une "quête de la parole la plus juste", traversée par des antithèses fortes qui traduisent la fracture du désir et de la réalité. 

## Composition du recueil
Le recueil est composé de cinq sections :
- Liberté sur parole (1960)
- Condition de nuage (1939-1955)
- Aigle ou Soleil ? (¿ Aguila o sol ?,1949-1950)
- À la limite du monde (1937-1958)
- Pierre de soleil (Piedra de sol,1957)

Parmi ces recueils, Aigle ou Soleil ? et Pierre de Soleil sont considérés comme des œuvres majeures du poète. Aigle ou Soleil ? est un ensemble de poèmes en prose influencé par le surréalisme, et Pierre de soleil est un long poème à la progression circulaire, inspiré du cycle de Quetzalcóatl. 
Octavio Paz décrit l'architecture de son livre comme "un journal idéal qui dépeint et reflète l'évolution et la maturation d'un esprit et d'une conscience".

## Éditions et traduction
Il existe trois éditions en espagnol de Liberté sur parole, parues en 1949, 1960 et 1968. L'édition de 1960 est la plus complète et a servi de référence pour l'édition française publiée en 1966 par Gallimard, dans sa collection "Poésie du monde entier". En 1971, l'édition française est augmentée de Pierre de soleil, conformément à l'édition espagnole de 1968 retravaillée par Octavio Paz.
L'ensemble des poèmes de Liberté sur parole a été traduit de l'espagnol par Jean-Clarence Lambert, à l'exception de Pierre de Soleil traduit par Benjamin Péret.

## Sources
1. 1 2 3  (es) Anthony Stanton et Octavio Paz, « Libertad bajo palabra : la genealogía de un libro y de un poeta. Entrevista con Octavio Paz », América. Cahiers du CRICCAL, vol. 6, no 1,‎ 1989, p. 139–156 (lire en ligne, consulté le 8 mai 2020)
2. ↑  Ricardo Saez, « Histoire et poésie chez Octavio Paz. Quelques jalons », dans Les polyphonies poétiques : Formes et territoires de la poésie contemporaine en langues romanes, Presses universitaires de Rennes, coll. « Interférences », 18 juillet 2016 (ISBN 978-2-7535-4596-0, lire en ligne), p. 279–296
3. ↑  Paz, Octavio, Liberté sur parole, Gallimard, 1971 (ISBN 2-07-031789-7 et 978-2-07-031789-9, OCLC 462979310, lire en ligne), Préface de Claude Roy